# Orthezia cheilanthi
Orthezia cheilanthi är en insektsart som beskrevs av Richard C. Tinsley 1898. Orthezia cheilanthi ingår i släktet Orthezia och familjen vaxsköldlöss. Inga underarter finns listade i Catalogue of Life.